# Volcano
株式会社Volcanoは、2013年1月に設立された芸能プロダクション。

## 概要
2013年1月に設立された芸能プロダクション。読み方は「ボルケーノ」である。株式会社アッシュと業務提携をしている。
事業内容
- モデル、芸能タレント、アーティスト、文化人等の育成ならびにマネージメント業務
- 映像コンテンツ、音楽コンテンツ、イベント、ＰＲ等のプロデュース業務

## 所属タレント MODEL/TALENT
- 今井彩矢佳
- 石飛恵里花
- 伊井真白
- 木村若奈
- 工藤清美
- 永井理子
- 矢野霞

## 所属タレント CULTURE/PERFORMER
- 田辺晋太郎
- 小彩楓
- 沼崎信行

## 過去の所属タレント
- 奥脇晴梨夏
- 茂谷麻奈
- 荒川知美
- 空山菜摘